# Scott Brennan
Scott Michael Brennan (Hobart, 9 januari 1983) is een Australisch roeier. Brennan nam driemaal deel aan de Olympische Zomerspelen en behaalde zijn grootste succes tijdens de Olympische Zomerspelen 2008 door het behalen van de olympische titels in de dubbel-twee samen met David Crawshay. Brennan nam tweemaal deel aan de Wereldkampioenschappen roeien en zijn beste prestatie was de vierde plaats tijdens de Wereldkampioenschappen roeien 2011.

## Resultaten
- Olympische Zomerspelen 2004 in Athene 7e in de dubbel-vier
- Wereldkampioenschappen roeien 2007 in München 8e in de dubbel-twee
- Olympische Zomerspelen 2008 in Peking  in de dubbel-twee
- Wereldkampioenschappen roeien 2011 in Bled 4e in de dubbel-twee
- Olympische Zomerspelen 2012 in Londen 8e in de dubbel-twee

1904: John Mulcahy & William Varley ·
1920: Paul Costello & John B. Kelly, Sr. ·
1924: Paul Costello & John B. Kelly, Sr. ·
1928: Paul Costello & Charles McIlvaine ·
1932: Kenneth Myers & Garrett Gilmore ·
1936: Jack Beresford & Leslie Southwood ·
1948: Richard Burnell & Bert Bushnell ·
1952: Tranquilo Cappozzo & Eduardo Guerrero ·
1956: Aleksandr Berkoetov & Joeri Tjoekalov ·
1960: Václav Kozák & Pavel Schmidt ·
1964: Oleg Tjoerin & Boris Doebrovsky ·
1968: Anatoli Sass & Aleksandr Timosjinin ·
1972: Aleksandr Timosjinin & Gennadi Korsjikov ·
1976: Frank Hansen & Alf Hansen ·
1980: Joachim Dreifke & Klaus Kröppelien ·
1984: Bradley Lewis & Paul Enquist ·
1988: Nico Rienks & Ronald Florijn ·
1992: Stephen Hawkins & Peter Antonie ·
1996: Agostino Abbagnale & Davide Tizzano ·
2000: Luka Špik & Iztok Čop ·
2004: Sébastien Vieilledent & Adrien Hardy ·
2008: David Crawshay & Scott Brennan ·
2012: Nathan Cohen & Joseph Sullivan  ·
2016: Martin Sinković & Valent Sinković ·
2020: Hugo Boucheron & Matthieu Androdias  ·
2024: Andrei Cornea & Marian Enache